# Арский район
А́рский райо́н (тат. Арча районы) — административно-территориальная единица и муниципальное образование (муниципальный район) в составе Республики Татарстан Российской Федерации. Находится на севере республики. Административный центр — город Арск.
На территории района расположены несколько объектов, относящихся к памятникам природы: истоки реки Казанки, Янга-Салинский склон, Корсинская колония серой цапли, лес «Тукай-кырлай», «Рукотворный лес», «Аю Урманы», реки Казанка и Шошма.

## Географическое положение
Арский район — один из крупнейших районов Республики Татарстан, его площадь 1842 км², по району проходят транспортные магистрали, соединяющие Казань с Кировской областью, Удмуртской Республикой и Пермским краем. Расположен в северной части Западного Предкамья, граничит с Балтасинским, Сабинским, Тюлячинским, Пестречинским, Высокогорским, Атнинским районами Татарстана и Республикой Марий Эл (Мари-Турекский и
Моркинский районы).
Рельеф района — холмистая равнина (высота 170—266 м), расчленённая долинами рек Казанка (притоки: Атынка, Верезинка, Ия, Кисьмесь), Ашит, Шошма. Распространены светло-серые лесные и дерново-подзолистые почвы. Леса занимают примерно 12 % территории района.
Административный центр района находится в 60 км от Казани, в республиканскую столицу можно добраться железнодорожным и автомобильным сообщением.

## Герб и флаг
Герб Арского района утверждён на заседании Арского районного Совета 17 марта 2006 года. Он выполнен в форме зелёного щита с изображением золотых крепости, астры и колосьев, символизирующие развитое в районе сельское хозяйство, солнце и долголетие. Флаг Арского района сделан на основе герба, прямоугольной формы, с тем же изображением.

## История
Арск известен с XII—XIII веков как булгарская крепость. Впервые как город он упоминается в русских летописях в описании завоевания казанского трона сибирским ханом Мамуком в 1496—1497 годах. В 1552 году войска воеводы Александра Горбатого-Шуйского и Андрея Курбского сожгли город. Через три года на его месте была возведена русская крепость.
В 1781—1796 годах Арск носил статус уездного города Казанского наместничества, затем заштатного города Казанского уезда. В XVIII — начале XIX века его земли населяли поселения пахотных солдат, занимавшихся земледелием, скотоводством, кузнечным, кирпичным и другими промыслами.
До 1920 года территория современного Арского района входила в состав Казанского уезда Казанской губернии. С 1920 по 1930-й земли были в составе Арского кантона. Арский район был образован 10 августа 1930 года из Арской волости, частей Тукаевской, Ново-Кишитской, Чурилинской волостей и селения Бимери (Апайкина Гарь) Балтасинской волости. На тот момент в район входили 64 сельских совета и 113 населённых пунктов, где проживали 64 136 человек. Границы и административное деление района неоднократно менялись. 19 февраля 1944 года часть территории Арского района была передана в новый Чурилинский район. 1 февраля 1963 года в него включили Балтасинский, Тукаевский и часть Высокогорского района Татарской АССР. Современные границы района сформировались в 1990 году после выведения из его состава Атнинского района.
С 2006 по 2014 год главой района являлся Назиров Алмас Аминович. С 2015-го эту должность занимает Нуриев Ильшат Габделфартович. Исполнительным комитетом руководит Гатиятов Ринат Мансурович.

## Население

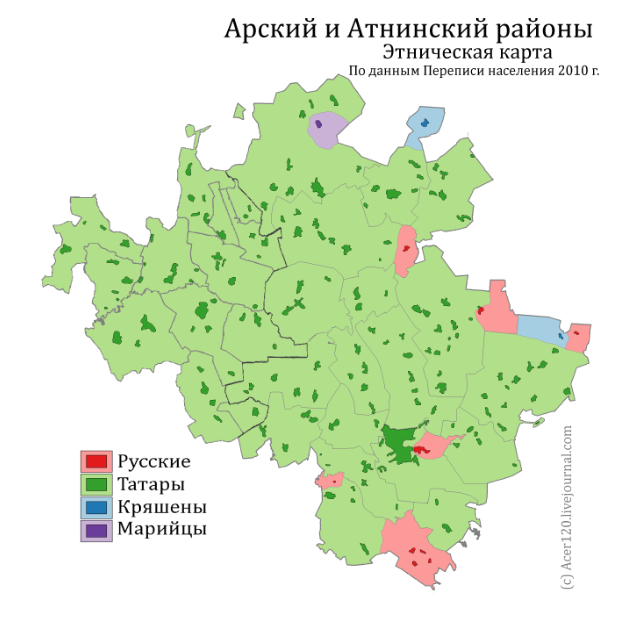
Этническая карта Арского и Атнинского районов

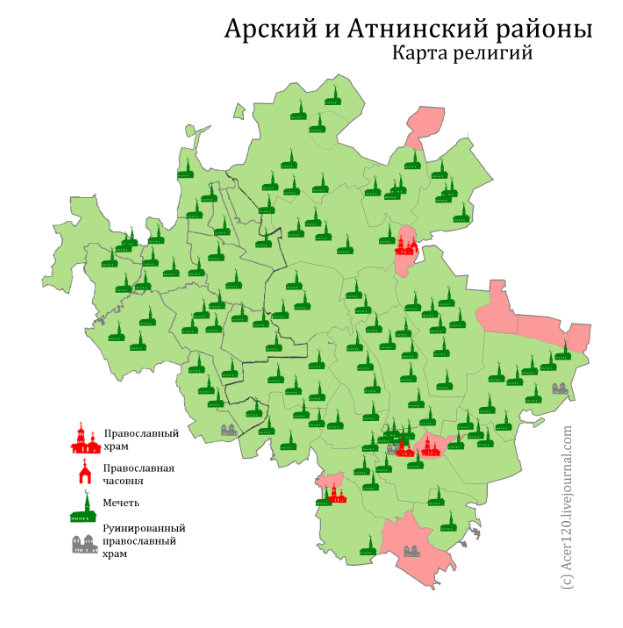
Религиозная карта Арского и Атнинского районов

На 2020 год в районе проживает 51 291 человек.
Согласно итогам Всероссийской переписи населения 2020 года (из числа указавших национальность), татары составляют 91,3 % населения района, русские — 6,7 %.
| 1939    | 1959    | 1970    | 1979    | 1989    | 2002    | 2003    | 2004    | 2005    |
| ------- | ------- | ------- | ------- | ------- | ------- | ------- | ------- | ------- |
| 54 268  | ↘41 878 | ↗81 139 | ↘71 367 | ↘61 959 | ↘51 343 | ↘50 000 | ↗51 100 | ↘50 911 |
| 2006    | 2007    | 2008    | 2009    | 2010    | 2011    | 2012    | 2013    | 2014    |
| ↗50 959 | ↗51 047 | ↘51 044 | →51 044 | ↗51 667 | ↗51 684 | ↗51 808 | ↗51 810 | ↗52 073 |
| 2015    | 2016    | 2017    | 2018    | 2019    | 2021    |         |         |         |
| ↗52 274 | ↗52 530 | ↗52 617 | ↘52 265 | ↘51 832 | ↘51 031 |         |         |         |

## Муниципально-территориальное устройство
В Арском муниципальном районе 1 городское и 16 сельских поселений и 128 населённых пунктов в их составе. В 2010 году законом Республики Татарстан № 18-ЗРТ были объединены «город Арск» и «Тюбяк-Чекурчинское сельское поселение» в муниципальное образование «город Арск», а входившие в состав Шушмабашского сельского поселения деревни Ак-Чишма и Наратлык, и село Хотня с прилегающей к ним территорией были отнесены в состав Ташкичинского сельского поселения.
| №        | Городское и сельские поселения      | Админ. центр          | Количество населённых пунктов | Население | Площадь, км² |
| -------- | ----------------------------------- | --------------------- | ----------------------------- | --------- | ------------ |
| 1e-06    | Городское поселение                 |                       |                               |           |              |
| 1        | город Арск                          | город Арск            | 4                             | ↘22 883   |              |
| 1.000002 | Сельские поселения                  |                       |                               |           |              |
| 2        | Апазовское сельское поселение       | село Апазово          | 6                             | ↘1848     |              |
| 3        | Качелинское сельское поселение      | село Качелино         | 5                             | ↘1100     |              |
| 4        | Наласинское сельское поселение      | село Наласа           | 3                             | ↘870      |              |
| 5        | Новокинерское сельское поселение    | село Новый Кинер      | 11                            | ↘4349     |              |
| 6        | Новокишитское сельское поселение    | село Новый Кишит      | 4                             | ↘1051     |              |
| 7        | Новокырлайское сельское поселение   | село Новый Кырлай     | 8                             | ↘1839     |              |
| 8        | Сизинское сельское поселение        | село Смак-Корса       | 15                            | ↘2922     |              |
| 9        | Среднеатынское сельское поселение   | деревня Нижние Аты    | 5                             | ↘1010     |              |
| 10       | Среднекорсинское сельское поселение | деревня Средняя Корса | 7                             | ↗1016     |              |
| 11       | Старокырлайское сельское поселение  | село Нижние Метески   | 9                             | ↘2122     |              |
| 12       | Старочурилинское сельское поселение | село Старое Чурилино  | 10                            | ↘1463     |              |
| 13       | Ташкичинское сельское поселение     | село Ашитбаш          | 10                            | ↘2499     |              |
| 14       | Урнякское сельское поселение        | посёлок Урняк         | 16                            | ↘3217     |              |
| 15       | Утар-Атынское сельское поселение    | село Утар-Аты         | 6                             | ↘1209     |              |
| 16       | Шушмабашское сельское поселение     | село Шушмабаш         | 7                             | ↘2130     |              |
| 17       | Янга-Салское сельское поселение     | село Янга-Сала        | 2                             | ↗446      |              |

| №   | Населённый пункт    | Тип                               | Население | Муниципальное образование           |
| --- | ------------------- | --------------------------------- | --------- | ----------------------------------- |
| 1   | Абзябар             | деревня                           | ↘1        | Качелинское сельское поселение      |
| 2   | Ак-Чишма            | деревня                           |           | Шушмабашское сельское поселение     |
| 3   | Алан                | деревня                           |           | Среднекорсинское сельское поселение |
| 4   | Алга-Куюк           | деревня                           |           | Урнякское сельское поселение        |
| 5   | Апазово             | село                              |           | Апазовское сельское поселение       |
| 6   | Апайкина Гарь       | деревня                           |           | Урнякское сельское поселение        |
| 7   | Арняш               | деревня                           |           | Среднеатынское сельское поселение   |
| 8   | Арск                | город                             | ↗20 421   | город Арск                          |
| 9   | Ашабаш              | село                              |           | Старочурилинское сельское поселение |
| 10  | Ашитбаш             | село                              |           | Ташкичинское сельское поселение     |
| 11  | Байкал              | село                              |           | Новокинерское сельское поселение    |
| 12  | Бимери              | село                              |           | Урнякское сельское поселение        |
| 13  | Большие Верези      | село                              |           | Наласинское сельское поселение      |
| 14  | Васильева Бужа      | деревня                           |           | город Арск                          |
| 15  | Венета              | село                              |           | Старочурилинское сельское поселение |
| 16  | Верхние Аты         | село                              |           | Утар-Атынское сельское поселение    |
| 17  | Верхние Верези      | деревня                           |           | Новокырлайское сельское поселение   |
| 18  | Верхние Метески     | деревня                           |           | Старокырлайское сельское поселение  |
| 19  | Верхний Азяк        | село                              |           | Старокырлайское сельское поселение  |
| 20  | Верхний Пшалым      | село                              |           | Урнякское сельское поселение        |
| 21  | Верхняя Корса       | село                              |           | Среднекорсинское сельское поселение |
| 22  | Верхняя Масра       | деревня                           |           | Сизинское сельское поселение        |
| 23  | Верхняя Ура         | деревня                           |           | Новокинерское сельское поселение    |
| 24  | Гарталовка          | посёлок                           |           | Урнякское сельское поселение        |
| 25  | Губурчак            | село                              |           | Сизинское сельское поселение        |
| 26  | Ермоловка           | деревня                           |           | Старочурилинское сельское поселение |
| 27  | Ильдус              | деревня                           |           | Шушмабашское сельское поселение     |
| 28  | Иске-Юрт            | деревня                           |           | Новокырлайское сельское поселение   |
| 29  | Ишнарат             | деревня                           |           | Шушмабашское сельское поселение     |
| 30  | Каенсар             | деревня                           |           | Янга-Салское сельское поселение     |
| 31  | Казаклар            | деревня                           |           | Сизинское сельское поселение        |
| 32  | Казанбаш            | село                              |           | Урнякское сельское поселение        |
| 33  | Казанка             | деревня                           |           | Урнякское сельское поселение        |
| 34  | Казылино            | деревня                           |           | Старокырлайское сельское поселение  |
| 35  | Каратай             | деревня                           |           | Апазовское сельское поселение       |
| 36  | Качелино            | село                              |           | Качелинское сельское поселение      |
| 37  | Кзыл-Игенче         | деревня                           |           | Апазовское сельское поселение       |
| 38  | Кзыл-Яр             | село                              |           | Новокинерское сельское поселение    |
| 39  | Кишметьево          | село                              |           | Качелинское сельское поселение      |
| 40  | Клачи               | деревня                           |           | Среднеатынское сельское поселение   |
| 41  | Корса               | посёлок железнодорожного разъезда |           | Сизинское сельское поселение        |
| 42  | Кошлауч             | деревня                           |           | Утар-Атынское сельское поселение    |
| 43  | Красная Горка       | деревня                           |           | Старочурилинское сельское поселение |
| 44  | Кукче-Верези        | село                              |           | Новокырлайское сельское поселение   |
| 45  | Культесь            | село                              |           | Урнякское сельское поселение        |
| 46  | Купербаш            | село                              |           | Старокырлайское сельское поселение  |
| 47  | Курайван            | деревня                           |           | Среднекорсинское сельское поселение |
| 48  | Кутук               | деревня                           |           | Урнякское сельское поселение        |
| 49  | Кшкар               | село                              |           | Новокишитское сельское поселение    |
| 50  | Кысна               | деревня                           |           | Ташкичинское сельское поселение     |
| 51  | Малая Атня          | деревня                           |           | Новокинерское сельское поселение    |
| 52  | Малые Турнали       | деревня                           |           | Урнякское сельское поселение        |
| 53  | Мамся               | село                              |           | Ташкичинское сельское поселение     |
| 54  | Мендюш              | деревня                           |           | Старокырлайское сельское поселение  |
| 55  | Мирзям              | деревня                           |           | Апазовское сельское поселение       |
| 56  | Михайловка          | посёлок                           |           | Старочурилинское сельское поселение |
| 57  | Мурали              | село                              |           | Сизинское сельское поселение        |
| 58  | Наласа              | село                              |           | Наласинское сельское поселение      |
| 59  | Наратлык            | деревня                           |           | Ташкичинское сельское поселение     |
| 60  | Нижние Аты          | деревня                           |           | Среднеатынское сельское поселение   |
| 61  | Нижние Метески      | село                              |           | Старокырлайское сельское поселение  |
| 62  | Нижний Пшалым       | деревня                           |           | Урнякское сельское поселение        |
| 63  | Нижняя Корса        | деревня                           |           | Среднекорсинское сельское поселение |
| 64  | Нижняя Ура          | село                              |           | Новокинерское сельское поселение    |
| 65  | Новая Серда         | деревня                           |           | Новокинерское сельское поселение    |
| 66  | Новое Ключище       | село                              |           | Сизинское сельское поселение        |
| 67  | Новое Чурилино      | село                              |           | Сизинское сельское поселение        |
| 68  | Новый Ашит          | деревня                           |           | Новокинерское сельское поселение    |
| 69  | Новый Кинер         | село                              |           | Новокинерское сельское поселение    |
| 70  | Новый Кишит         | село                              |           | Новокишитское сельское поселение    |
| 71  | Новый Кырлай        | село                              |           | Новокырлайское сельское поселение   |
| 72  | Новый Яваш          | село                              |           | Новокырлайское сельское поселение   |
| 73  | Нуса                | село                              |           | Шушмабашское сельское поселение     |
| 74  | Пионер              | деревня                           |           | Новокырлайское сельское поселение   |
| 75  | Пичментау           | деревня                           |           | Ташкичинское сельское поселение     |
| 76  | Платоновка          | деревня                           |           | Старочурилинское сельское поселение |
| 77  | Починок-Поник       | посёлок                           |           | Сизинское сельское поселение        |
| 78  | Пшенгер             | село                              |           | Апазовское сельское поселение       |
| 79  | Сарай-Чекурча       | железнодорожный разъезд           |           | Среднекорсинское сельское поселение |
| 80  | Сарай-Чекурча       | село                              |           | Среднекорсинское сельское поселение |
| 81  | Сердебаш            | село                              |           | Шушмабашское сельское поселение     |
| 82  | Сиза                | село                              |           | Сизинское сельское поселение        |
| 83  | Сикертан            | село                              |           | Сизинское сельское поселение        |
| 84  | Симетбаш            | деревня                           |           | Новокишитское сельское поселение    |
| 85  | Смак-Корса          | село                              |           | Сизинское сельское поселение        |
| 86  | Средние Аты         | село                              |           | Среднеатынское сельское поселение   |
| 87  | Средние Верези      | село                              |           | Наласинское сельское поселение      |
| 88  | Средний Пшалым      | село                              |           | Урнякское сельское поселение        |
| 89  | Средняя Корса       | деревня                           |           | Среднекорсинское сельское поселение |
| 90  | Средняя Серда       | село                              |           | Среднеатынское сельское поселение   |
| 91  | Старая Масра        | деревня                           |           | Сизинское сельское поселение        |
| 92  | Старая Юльба        | деревня                           |           | Утар-Атынское сельское поселение    |
| 93  | Старое Чурилино     | село                              |           | Старочурилинское сельское поселение |
| 94  | Старые Турнали      | село                              |           | Урнякское сельское поселение        |
| 95  | Старый Айван        | село                              |           | город Арск                          |
| 96  | Старый Ашит         | село                              |           | Ташкичинское сельское поселение     |
| 97  | Старый Кинер        | деревня                           |           | Ташкичинское сельское поселение     |
| 98  | Старый Кишит        | село                              |           | Новокишитское сельское поселение    |
| 99  | Старый Кырлай       | село                              |           | Старокырлайское сельское поселение  |
| 100 | Старый Муй          | деревня                           |           | Сизинское сельское поселение        |
| 101 | Старый Яваш         | деревня                           |           | Старокырлайское сельское поселение  |
| 102 | Субаш-Аты           | село                              |           | Утар-Атынское сельское поселение    |
| 103 | Сюрда               | село                              |           | Новокинерское сельское поселение    |
| 104 | Татарское Кадряково | деревня                           |           | Старочурилинское сельское поселение |
| 105 | Ташкич              | деревня                           |           | Сизинское сельское поселение        |
| 106 | Ташкичу             | село                              |           | Ташкичинское сельское поселение     |
| 107 | Толонгер            | деревня                           |           | Урнякское сельское поселение        |
| 108 | Тюбяк-Чекурча       | село                              |           | город Арск                          |
| 109 | Угез-Елга           | деревня                           |           | Шушмабашское сельское поселение     |
| 110 | Урнашбаш            | село                              |           | Утар-Атынское сельское поселение    |
| 111 | Урняк               | посёлок                           |           | Урнякское сельское поселение        |
| 112 | Утар-Аты            | село                              |           | Утар-Атынское сельское поселение    |
| 113 | Утня                | деревня                           |           | Старокырлайское сельское поселение  |
| 114 | Учили               | село                              |           | Новокырлайское сельское поселение   |
| 115 | Хасаншаих           | село                              |           | Апазовское сельское поселение       |
| 116 | Хотня               | село                              |           | Ташкичинское сельское поселение     |
| 117 | Четыре Двора        | посёлок                           |           | Урнякское сельское поселение        |
| 118 | Чиканас             | село                              |           | Новокырлайское сельское поселение   |
| 119 | Чулпаново           | село                              |           | Качелинское сельское поселение      |
| 120 | Чума-Елга           | деревня                           |           | Сизинское сельское поселение        |
| 121 | Чурилино            | посёлок железнодорожного разъезда |           | Старочурилинское сельское поселение |
| 122 | Шека                | село                              |           | Шушмабашское сельское поселение     |
| 123 | Штырь               | село                              |           | Старочурилинское сельское поселение |
| 124 | Шура                | село                              |           | Новокинерское сельское поселение    |
| 125 | Шурабаш             | село                              |           | Новокинерское сельское поселение    |
| 126 | Шушмабаш            | село                              |           | Шушмабашское сельское поселение     |
| 127 | Якты-Кен            | деревня                           |           | Качелинское сельское поселение      |
| 128 | Янга-Сала           | село                              |           | Янга-Салское сельское поселение     |

## Экономика

### Современное состояние
Основой экономики района является сельское хозяйство: зерновое направление, мясомолочное скотоводство, кроме этого активно развивается пчеловодство, птицеводство. На полях возделывают озимую рожь, пшеницу яровую и группу яровых, зерновые и зернобобовые культуры, картофель. В районе добывают рыхлые известняки и доломиты. Из крупных районных промышленных предприятий можно выделить кирпичный завод «АСПК», «Арский элеватор», «Арча» (молочная продукция), «ТехноАрск» (металлоконструкции), «Арск Пласт» (строительство).
С 2019 года в районе строится Арский агропромышленный парк площадью 21 га. В проект инвестирует компания «Созидание», объём вложений составляет 140 млн рублей. На 2020-й в нём два резидента — перерабатывающая овощи СПК «Союз» и молокоприёмный пункт «Природные ресурсы», заключены соглашения ещё с шестью компаниями, цеха оборудуются под комплекс мясопереработки, производство белкововитаминных минеральных добавок и другие направления. По резидентским проектам планируется создание 300 рабочих мест.

### Инвестиционный потенциал
Согласно отчёту Федеральной службы госстатистики по Республике Татарстан, в 2019-м Арский район привлёк более 404 млн инвестиций (помимо бюджетных средств и малого бизнеса). По данным Комитета Республики Татарстан по социально экономическому мониторингу, инвестиции региона в основной капитал района по полному кругу хозяйствующих субъектов в первом полугодие 2020-го составляет 865 млн рублей, или 0,4 % от общего объёма инвестиций в республике. На 2020 год Арский район в национальном рейтинге занимает 35-е место по качеству жизни среди 43 районов (оценивались доходы местного бюджета, среднемесячная зарплата, инфраструктура, объём инвестиций в основной капитал и другие показатели). В первом полугодии 2020 года в Арском районе ввели в эксплуатацию более 7000 м² жилья, большая часть площади — жилая, только 402 м² занято предприятиями и организациями.

### Транспорт
Общая протяжённость дорог в районе составляет 1168,74 км (438 км регионального значения, 730,7 — местного), среди них автомобильные дороги «Казань — Пермь», «Арск — граница Республики Марий Эл», «Арск — Тюлячи», «Арск — Большая Атня», «Арск — Сиза», «Ашитбаш — Шушмабаш — Карадуван». По территории района проходит железная дорога «Казань — Екатеринбург».

## Социальная сфера
На 2020 год в Арском районе работают 51 дошкольная организация, 35 общеобразовательных школ, коррекционная школа-интернат, детская школа искусств, детско-юношеская спортивна школа «Арча». Профессиональное образование представлено Арскими педагогическим колледжем имени Габдуллы Тукая, агропромышленным профессиональным колледжем и гуманитарно-техническим техникумом. Культурная система включает 137 объектов, в их числе 75 клубов, 57 библиотек, 8 музеев (Государственный литературно-мемориальный музейный комплекс Габдуллы Тукая, Дом музей семьи Тукаевых, Арский историко-этнографический музей «Казан арты», Музей литературы и искусства, музей «Алифба», музей М. Магдеева в деревне Губурчак) и другое. Из основных достопримечательностей также можно выделить мемориальный комплекс Габдуллы Тукая «Кырлай», Арскую мечеть, храм в селе Старое Чурилино и мечеть в деревне Культеси. Среди районных газет «Арча хәбәрләре» («Арский вестник»), которая выходит на русском и татарском языках
В Арском районе регулярно проходят соревнования по спортивному туризму, борьбе, конному спорту, плаванию и другим видам спорта.

## Личности, родившиеся в Арском районе
- Ахунов, Гарифзян Ахунзянович — государственный и общественный деятель, заслуженный деятель искусств РСФСР, народный писатель Татарстана, лауреат Республиканская премия имени Габдуллы Тукая (1973).
- Валеев, Диас Назихович — 1 ноября 2010, Казань) — татарский писатель, драматург, лауреат Республиканской премии имени Габдуллы Тукая, заслуженный деятель искусств Татарстана (1981) и России (1983).
- Галимова, Дания Хадизяновна — советская работница сельского хозяйства, свинарка, Герой Социалистического Труда.
- Зиганшин, Айрат Усманович — российский учёный, преподаватель высшей школы, заведующий кафедрой фармакологии фармацевтического факультета с курсами фармакогнозии и ботаники, проректор по международной деятельности Казанского государственного медицинского университета (2009-2014), доктор медицинских наук, профессор, заслуженный деятель науки Республики Татарстан, лауреат Государственной премии Республики Татарстан в области науки и техники
- Илназ Гарипов[тат.] — автор-исполнитель (Хасаншаих).
- Курсави, Габденнасыр — татарский богослов, шейх Накшбандийского тариката, мыслитель и просветитель.
- Люция Хасанова[тат.] — певица, Заслуженный артист Республики Татарстан (Хасаншаих).
- Магдеев, Мухаммет Сунгатович — ученый-литературовед, татарский писатель, литературный критик, преподаватель, учитель.
- Ахметов, Марат Готович — политический деятель. С 1999—2019 Министр сельского хозяйства и продовольствия Республики Татарстан (Хасаншаих).
- Мингазов, Вагиз Василович — предприниматель, советский и российский политик, член Совета Федерации (2011—2014), бывший владелец молочного холдинга «ВАМИН» в Татарстане (Хасаншаих).
- Сафиуллин, Ганий Бекинович — советский военачальник, гвардии генерал-лейтенант (2 ноября 1944). Герой Советского Союза (26.10.1943).
- Сызганов, Александр Николаевич — советский хирург, доктор медицинских наук (1936 год), профессор (1934), академик АН Казахской ССР (1954), заслуженный деятель науки КазССР (1941).
- Тукай, Габдулла — татарский народный поэт, литературный критик, публицист, общественный деятель и переводчик.
- Хастиев, Мирбат Бадриевич — председатель колхоза «Известия» Арского района Татарской АССР. Герой Социалистического Труда (1984).